# Dubai Tennis Championships 2023
Dubai Tennis Championships 2023 (còn được biết đến với Dubai Duty Free Tennis Championships vì lý do tài trợ) là một giải quần vợt ATP 500 trong ATP Tour 2023 và WTA 1000 trong WTA Tour 2023. Cả hai sự kiện nam và nữ diễn ra tại Aviation Club Tennis Centre ở Dubai, Các Tiểu vương quốc Ả Rập Thống nhất. Giải đấu nữ diễn ra từ ngày 19 đến ngày 25 tháng 2 và giải đấu nam diễn ra từ ngày 27 tháng 2 đến ngày 4 tháng 3.

## Điểm và tiền thưởng

### Phân phối điểm
| Sự kiện | VĐ  | CK  | BK  | TK  | Vòng 1/16 | Vòng 1/32 | Vòng 1/56 | Q  | Q2 | Q1 |
| Đơn nam | 500 | 300 | 180 | 90  | 45        | 0         | —         | 20 | 10 | 0  |
| Đôi nam | 500 | 300 | 180 | 90  | 0         | —         | —         | 45 | 25 | 0  |
| Đơn nữ  | 900 | 585 | 350 | 190 | 105       | 60        | 1         | 30 | 20 | 1  |
| Đôi nữ  | 900 | 585 | 350 | 190 | 105       | 1         | —         | —  | —  | —  |

### Tiền thưởng
| Sự kiện  | VĐ       | CK       | BK       | TK      | Vòng 1/16 | Vòng 1/32 | Vòng 1/56 | Q2      | Q1     |
| Đơn nam  | $533,990 | $287,320 | $153,125 | $78,235 | $41,765   | $22,270   | —         | $11,415 | $6,405 |
| Đôi nam* | $175,400 | $93,550  | $47,340  | $23,660 | $12,250   | —         | —         | —       | —      |
| Đơn nữ   | $454,500 | $267,690 | $138,000 | $63,350 | $31,650   | $17,930   | $12,848   | $7,650  | $4,000 |
| Đôi nữ*  | $148,845 | $75,310  | $37,275  | $18,765 | $9,510    | $4,695    | —         | —       | —      |

*mỗi đội

## Nội dung đơn ATP

### Hạt giống
| Quốc gia | Tay vợt               | Xếp hạng1 | Hạt giống |
| -------- | --------------------- | --------- | --------- |
| SRB      | Novak Djokovic        | 1         | 1         |
|          | Andrey Rublev         | 5         | 2         |
|          | Daniil Medvedev       | 8         | 3         |
| CAN      | Félix Auger-Aliassime | 9         | 4         |
| POL      | Hubert Hurkacz        | 11        | 5         |
|          | Karen Khachanov       | 14        | 6         |
| GER      | Alexander Zverev      | 16        | 7         |
| CRO      | Borna Ćorić           | 20        | 8         |

- Bảng xếp hạng vào ngày 20 tháng 2 năm 2023.

### Vận động viên khác
Đặc cách:
- Malek Jaziri
- Thanasi Kokkinakis
- Alexei Popyrin

Vượt qua vòng loại:
- Pavel Kotov
- Alexandar Lazarov
- Tomáš Macháč
- Christopher O'Connell

Thua cuộc may mắn:
- Matteo Arnaldi
- Quentin Halys
- Francesco Passaro
- Alexander Shevchenko

### Rút lui
- Roberto Bautista Agut → thay thế bởi  Quentin Halys
- Benjamin Bonzi → thay thế bởi  Francesco Passaro
- Pablo Carreño Busta → thay thế bởi  Tallon Griekspoor
- Marin Čilić → thay thế bởi  Maxime Cressy
- Jack Draper → thay thế bởi  Filip Krajinović
- Lloyd Harris → thay thế bởi  Mikael Ymer
- Kwon Soon-woo → thay thế bởi  Matteo Arnaldi
- Andy Murray → thay thế bởi  Alexander Shevchenko
- Rafael Nadal → thay thế bởi  Marc-Andrea Hüsler

## Nội dung đôi ATP

### Hạt giống
| Quốc gia | Tay vợt         | Quốc gia | Tay vợt          | Xếp hạng1 | Hạt giống |
| -------- | --------------- | -------- | ---------------- | --------- | --------- |
| CRO      | Nikola Mektić   | CRO      | Mate Pavić       | 15        | 1         |
| CRO      | Ivan Dodig      | USA      | Austin Krajicek  | 19        | 2         |
| GBR      | Lloyd Glasspool | FIN      | Harri Heliövaara | 23        | 3         |
| MON      | Hugo Nys        | POL      | Jan Zieliński    | 35        | 4         |

- Bảng xếp hạng vào ngày 20 tháng 2 năm 2023.

### Vận động viên khác
Đặc cách:
- Kareem Al Allaf /  Abdulrahman Al Janahi
- Aisam-ul-Haq Qureshi /  Ramkumar Ramanathan

Vượt qua vòng loại:
- Andrew Harris /  John-Patrick Smith

Thua cuộc may mắn:
- Yuki Bhambri /  Saketh Myneni
- Sander Gillé /  Joran Vliegen

### Rút lui
- Dan Evans /  John Peers → thay thế bởi  Sander Gillé /  Joran Vliegen
- Constant Lestienne /  Botic van de Zandschulp → thay thế bởi  Yuki Bhambri /  Saketh Myneni

## Nội dung đơn WTA

### Hạt giống
| Quốc gia | Tay vợt               | Xếp hạng1 | Hạt giống |
| -------- | --------------------- | --------- | --------- |
| POL      | Iga Świątek           | 1         | 1         |
|          | Aryna Sabalenka       | 2         | 2         |
| USA      | Jessica Pegula        | 4         | 3         |
| FRA      | Caroline Garcia       | 5         | 4         |
| USA      | Coco Gauff            | 6         | 5         |
| GRE      | Maria Sakkari         | 7         | 6         |
|          | Daria Kasatkina       | 8         | 7         |
| SUI      | Belinda Bencic        | 9         | 8         |
| KAZ      | Elena Rybakina        | 10        | 9         |
|          | Veronika Kudermetova  | 11        | 10        |
| BRA      | Beatriz Haddad Maia   | 12        | 11        |
| CZE      | Petra Kvitová         | 13        | 12        |
| LAT      | Jeļena Ostapenko      | 14        | 13        |
|          | Liudmila Samsonova    | 15        | 14        |
|          | Victoria Azarenka     | 17        | 15        |
|          | Ekaterina Alexandrova | 18        | 16        |

- Bảng xếp hạng vào ngày 13 tháng 2 năm 2023.

### Vận động viên khác
Đặc cách:
- Linda Fruhvirtová
- Sofia Kenin
- Marta Kostyuk
- İpek Öz
- Vera Zvonareva

Bảo toàn thứ hạng:
- Karolína Muchová
- Anastasia Pavlyuchenkova
- Markéta Vondroušová

Vượt qua vòng loại:
- Ana Bogdan
- Julia Grabher
- Rebeka Masarova
- Jasmine Paolini
- Laura Siegemund
- Viktoriya Tomova
- Dayana Yastremska
- Katarina Zavatska

Thua cuộc may mắn:
- Lauren Davis
- Claire Liu

### Rút lui
Trước giải đấu
- Ekaterina Alexandrova → thay thế bởi  Claire Liu
- Ons Jabeur → thay thế bởi  Yulia Putintseva
- Anett Kontaveit → thay thế bởi  Shelby Rogers
- Anastasia Potapova → thay thế bởi  Lauren Davis

Trong giải đấu
- Elena Rybakina

## Nội dung đôi WTA

### Hạt giống
| Quốc gia | Tay vợt                  | Quốc gia | Tay vợt          | Xếp hạng1 | Hạt giống |
| -------- | ------------------------ | -------- | ---------------- | --------- | --------- |
| USA      | Coco Gauff               | USA      | Jessica Pegula   | 6         | 1         |
| UKR      | Lyudmyla Kichenok        | LAT      | Jeļena Ostapenko | 21        | 2         |
| USA      | Desirae Krawczyk         | NED      | Demi Schuurs     | 27        | 3         |
| MEX      | Giuliana Olmos           | CHN      | Zhang Shuai      | 31        | 4         |
| USA      | Nicole Melichar-Martinez | AUS      | Ellen Perez      | 35        | 5         |
| KAZ      | Anna Danilina            | BRA      | Luisa Stefani    | 55        | 6         |
| CHN      | Yang Zhaoxuan            |          | Vera Zvonareva   | 56        | 7         |
| BEL      | Kirsten Flipkens         | GER      | Laura Siegemund  | 57        | 8         |

- Bảng xếp hạng vào ngày 13 tháng 2 năm 2023.

### Vận động viên khác
Đặc cách:
- Ana Bogdan /  Angelina Gabueva
- Harriet Dart  /  Eden Silva
- Sofia Kenin /  Ekaterina Yashina

Thay thế:
- Linda Fruhvirtová /  Kaia Kanepi

### Rút lui
Trước giải đấu
- Miriam Kolodziejová /  Markéta Vondroušová → thay thế bởi  Ekaterina Alexandrova /  Tereza Mihalíková
- Anastasia Potapova /  Yana Sizikova → thay thế bởi  Linda Fruhvirtová /  Kaia Kanepi

Trong giải đấu
- Anastasia Pavlyuchenkova /  Elena Rybakina

## Nhà vô địch

### Đơn nam
- Daniil Medvedev đánh bại  Andrey Rublev, 6–2, 6–2

### Đơn nữ
- Barbora Krejčíková đánh bại  Iga Świątek, 6–4, 6–2

### Đôi nam
- Maxime Cressy /  Fabrice Martin đánh bại  Lloyd Glasspool /  Harri Heliövaara, 7–6(7–2), 6–4

### Đôi nữ
- Veronika Kudermetova /  Liudmila Samsonova đánh bại  Chan Hao-ching /  Latisha Chan, 6–4, 6–7(4–7), [10–1]